# Commission nationale d'équipement commercial
L'aménagement commercial était avant 2009 géré par des commissions départementales et une commission d'appel, la Commission nationale d'équipement commercial (CNEC) qui statuait sur la création et l'extension des surfaces de vente des commerces de détails, des équipements hôteliers et cinématographiques français de grande importance avant la réalisation des travaux sur son territoire national. La loi de modernisation de l'économie de 2008 (LME) l'a remplacé par une nouvelle commission, la Commission nationale d'aménagement commercial ou CNAC.
Le principe a été institué par la loi française no 69-1263 du 31 décembre 1969 (la commission avait alors le nom de Commission national d'urbanisme commercial [CNUC]), puis repris par loi Royer du 27 décembre 1973. L'avis de la commission n'était que consultatif jusqu'en 1993, changement réalisé par la loi no 93-122 du 29 janvier 1993 dite loi Sapin, où il devient décision d'appel.
Elle intervenait après les décisions en première instance des commissions départementales d'équipement commercial (CDEC) qui siégeaient dans chaque département. Après sa décision, un recours est encore possible devant une juridiction administrative en Conseil d'État.